# Мисия Лондон
„Мисия Лондон“ е игрален филм от 2010 г., копродукция на България, Великобритания, Унгария, Република Северна Македония и Швеция, на режисьора Димитър Митовски, по сценарий на Димитър Митовски и Деляна Манева. Оператор е Ненад Бороевич. Създаден е по романа „Мисия Лондон“ на Алек Попов. Мисия Лондон е най-успешният български филм, събирайки над 2 милиона лева приходи в първия месец след премиерата си. Едва през 2024 е изместен от Гунди – Легенда за любовта

## Сюжет
Когато властната съпруга на българския президент Деворина Селянска (Ернестина Шинова) решава да даде високопоставен прием в Лондон, новоназначеният с протекциите ѝ посланик Варадин Димитров (Юлиан Вергов) получава една-единствена задача – да уреди присъствието на Нейно Величество Елизабет II.
В Лондон Варадин се оказва обграден от безумна плеяда колоритни персонажи, между които готвачът на посолството Коста Баничаров (Любомир Нейков), актьорът-далавераджия Чаво Толоманов (Георги Стайков), огненият дизайнер (Коцето Калки), руски мафиоти, актьори, детективи от „Скотланд Ярд“ и не на последно място – красивата студентка-стриптизьорка Катя (Ана Пападопулу), която чисти кабинета на посланика, но всъщност работи като принцеса.
Докато се опитва да обуздае пълната анархия, царяща в посолството, Варадин вижда уникален шанс да изпълни поставената му невъзможна мисия, когато на изискан прием получава от лорд Дийн Карвър (Дейвид Колингс) визитка на агенция с контакти сред най-елитните кръгове на британското общество. Това, което посланикът не знае е, че „агенцията“ всъщност предоставя услугите на двойници, които изпълняват фантазии от по-интимно естество и че зад чаровния и обаятелен образ на нейния собственик Робърт Зиблинг (Алън Форд) се крие изпечен комбинатор.
С наближаването на знаменития прием Варадин започва да открива, че в абсурдния свят, в който се намира, колкото повече нещо се оплесква, толкова повече си идва на мястото. Принуден да играе опасна игра, посланикът се впуска в невероятно приключение, което кулминира в безумно смешен химн на човешката глупост и суета.

## Актьорски състав
- Ралф Браун – Детектив Колуей
- Алън Форд – Робърт Зиблинг. Шеф на агенция "Феймъс Кънекшънс"
- Томас Арана – Томас Мънроу. Съдружник на Робърт Зиблинг.
- Георги Стайков – Чаво Толоманов. Залязъл български актьор, живее и работи в българското посолство в Лондон. Далавераджия. Краде патиците на кралицата, заедно с Батката.
- Ана Пападопулу – Катя. Стриптизьорка, лъже, че учи, за да ѝ позволят да живее в посолството.
- Юлиан Вергов – Варадин Димитров- новият посланик на България във Великобритания. Изпратен със задача да уреди кралицата да присъства на прием, организиран от първата дама.
- Розмари Лийч – Мис Кънингам
- Джонатан Райлънд – Дейл Ръдърфорд
- Джеймс Хелдър – Новинар
- Джони Линч – Охрана
- Лий Николъс Харис – Бодигард
- Ник Нерерн – Бодигард
- Шон Тало – Дипломатически корпус
- Костадин Георгиев-Калки – Коце Паунов. Огнен дизайнер. Отговаря за пиротехническата част на приема и за малко не подпалва посолството.
- Силвия Драгоева – Приличаща на Лара Крофт
- Денис Сантучи – Охрана ескорт
- Орлин Горанов – Президент на България.
- Любомир Нейков – Коста Баничаров, готвач в посолството. Далавераджия, върти схеми на дребно с Чаво.
- Велизар Бинев – Камал. Евреин, който преговаря с Чаво да купи патиците.
- Малин Кръстев – Рачо. Служител в посолството.
- Мето Йовановски – Македонски посланик
- Дебора Клайман – Репортер
- Кирил Псалтиров – Мома Димич
- Елизабет Боуг – Репортер от новините
- Дж. Д. Келъхър – Бари. Помощник на Мънроу. Гримьор.
- Славчо Пеев – Консул Мавродиев. Върти дю-ти-фри-то в посолството и продава на останалите български стоки, най-вече цигари и алкохол.
- Ернестина Шинова – Деворина Силянска, съпруга на президента. Тя ирежда Варадин за посланик.
- Павел Чернев – Батката. Върти "бизнес" с Чаво и заедно крадат патиците на кралицата. По погрешка убит на улицата, след като го бъркат с руския мафиот Азис Николаевич.
- Карла Рахал – Доти
- Андреа – Руски наемен убиец. Убива Батката по погрешка.
- Васил Драганов- Пунчев. Служител в посолството. Непохватен и некадърен, постоянно нещо обърква. На световна конференция няма пропуск, затова фава речта на президента на един румънец да я предаде, а той я оставя в тоалентната.

## Излъчване
„Мисия Лондон“ е продукция на СИА в копродукция с UJ Budapest Film Studio, Dream Factory Macedonia Ltd., Repub Film AB и Fidelity Films, със съдействието на Изпълнителна агенция „Национален филмов център“, Eurimages и програма MEDIA. Официални партньори са „Загорка“ АД и bTV, с подкрепата на Bulgaria Air и KFC.
Разпространител е „А+ Филмс“.
Премиерата на филма в кината е на 16 април 2010 г. На 11 септември 2011 г. се излъчва ексклузивно само по bTV, основен медиен партньор на филма.